# Concursul Eurovision pentru tineri dansatori 1985
În anul 1985 a avut loc prima ediție a Concursului Eurovision pentru tineri dansatori, în Italia la Teatrul Municipal din Reggio Emilia. Au participat 11 țări. Finala a avut loc pe 16 iunie 1985 iar Spania a câștigat cu actul lui Arantxa Argüelles.

## Participanții și clasamentul final
| Poziția | Țara          | Reprezentant                          |
| ------- | ------------- | ------------------------------------- |
| 1       | Spania        | Arantxa Argüelles                     |
| 2       | Norvegia      | Arne Fagerholt                        |
| 3       | Suedia        | Mia Stagh & Göran Svalberg            |
| -       | Belgia        | Ariane van de Vyver & Ben Huys        |
| -       | Finlanda      | Anneke Lönnroth                       |
| -       | Franța        | Christine Landault & Stephane Elizabe |
| -       | Italia        | Sabrina Vitangeli                     |
| -       | Țările de Jos | Jeanette den Blijker & Ruben Brugman  |
| -       | Regatul Unit  | Maria Almeida & Errol Pickford        |
| -       | Germania      | Stefanie Eckhof                       |

## Succesor și Predecesor
| Predecesor: Aceasta este prima ediție | Concursul Eurovision pentru tineri dansatori Reggio Emmilia 1985 | Succesor: Schwetzingen 1987 |